# Bjørnafjorden
 Ikke at forveksle med kommunen Bjørnafjorden (kommune)
Bjørnafjorden er en fjord mellem kommunerne Tysnes i syd, Os i nord, Fusa i nord og vest og Austevoll i vest i Vestland fylke i Norge. Fjorden er en del af hovedtrafikåren for skibstrafikken langs den norske kyst og er 583 meter på det dybeste.
Fjorden har flere indløb; De to vigtigste er fra Langenuen i syd, mellem Rekstern og Huftarøy og den anden fra Korsfjorden i nord, mellem Skorpo og Strøno i vest og Varden i øst. Bjørnafjorden er 30 km fra vest til øst, men tager man sidefjordene Fusafjorden og Samnangerfjorden med er den 50 km lang. 
Syd for fjorden ligger øerne Reksteren og Tysnesøy. Mellem disse går Søreidsvika sydover til Uggdalseidet. Fra sydenden går Leiasundet og Bårdsundet vestover til Langenuen. På nordsiden af Tysnesøy ligger to andre vige. Tysnesvika går ind til Våge og længere mod øst ligger Humlevika og bebyggelsen Lundegrend. Øst for Tysnesøy går Lokksundet mod syd til Onarheimsfjorden, der er en fjordarm af Hardangerfjorden. Øst for Lokksundet går Lygrespollen 6 km mod øst med sidefjordene Lygresfjorden og Austefjorden. 
På norsiden af Bjørnefjord ligger øen Røtinga og lidt længere mod øst ligger Halhjem. Herfra går der færgeforbindelse mod syd til Sandvikvåg på Fitjar og til Våge på Tysnes. Ved Halhjem ligger Bjørnaåsen (119 moh.) med næsset Bjørnatrynet på sydsiden, som har givet navn til fjorden. Øst for Bjørnatrynet går Fusafjorden nordover. Øst for indløbet til Fusafjorden ligger bygden Strandvik ved indgangen til Sævareidfjorden. Øst for Strandvik, på anden side af Sævareidfjorden, ligger bebyggelserne Revenstrand og Baldersheim.
Flere skibe har fået navnet Bjørnefjord, blandt andre færgen MF «Bjørnefjord».